# Panegyrici latini
I Panegyrici Latini (anche indicati come XII Panegyrici Latini) sono una collezione di 12 opere retoriche in lode di imperatori romani (panegirici), undici dei quali composti e recitati in Gallia tra il 289 e il 389, durante i regni da Diocleziano a Teodosio I; il primo, cioè il più antico, è invece il ben noto Panegirico di Traiano di Plinio il Giovane, composto nell'anno 100.
Solo di alcuni autori si conosce il nome (Eumenio, Nazario, Claudio Mamertino e Latino Pacato Drepanio); altri sono anonimi.
La collezione dei dodici panegirici fu scoperta nel 1433 dall'umanista Giovanni Aurispa nella biblioteca della cattedrale di Magonza, in un manoscritto successivamente andato perduto, ma di cui si sono conservate alcune copie.

## Contenuto
I dodici panegirici sono i seguenti:
| Panegirico n. | Autore                     | Dedicatario               | Occasione e note | Anno  | Ordine cronologico |
| ------------- | -------------------------- | ------------------------- | --- | ----- | ------------------ |
| 1             | Plinio il Giovane          | Traiano                   | Discorso di ringraziamento (Gratiarum actio) per il consolato concesso dall'imperatore Traiano nell'anno 100 e pronunciato in Senato. Quest'orazione è di molto antecedente e stilisticamente superiore alle altre della raccolta: quasi certamente servì da modello per gli altri oratori. Inoltre l'origine appare geograficamente differente, poiché Plinio era d'origine italica e non gallica. | 100   | 01                 |
| 2             | Latino Pacato Drepanio     | Teodosio I                | Recitato nel 389 per la vittoria sull'usurpatore Massimo. | 389   | 12                 |
| 3             | Claudio Mamertino          | Giuliano                  | Pronunciato a Costantinopoli nel 362, quale ringraziamento per l'assunzione del consolato dell'anno. | 362   | 11                 |
| 4             | Nazario                    | Costantino I              | Fu recitato a Roma in Senato nel 321, in occasione del quindicesimo anniversario dell'ascesa al trono imperiale di Costantino I e il quinto dei suoi figli Crispo e Costantino II, divenuti cesari. | 321   | 10                 |
| 5             | Anonimo                    | Costantino I              | Recitato nel 311 a Treviri o ad Autun, in ringraziamento dell'esenzione di questa città da alcune imposte. | 311   | 08                 |
| 6             | Anonimo                    | Costantino I              | Pronunciato nel 310 a Treviri in occasione dei quinquennalia. Notevole importanza storica hanno l'affermazione della presunta discendenza di Costantino da Claudio il Gotico e la visione del dio Sole apparsa all'imperatore non ancora cristiano. | 310   | 07                 |
| 7             | Anonimo                    | Massimiano e Costantino I | Recitato nel 307 per le nozze di Costantino con la figlia di Massimiano, Fausta. Celebra le lodi dei due imperatori e le loro gesta. | 307   | 06                 |
| 8             | Anonimo                    | Costanzo Cloro            | Recitato per Costanzo Cloro nel 297 a Treviri, per le sue vittorie su Alletto e la successiva riconquista della Britannia. | 297   | 04                 |
| 9             | Eumenio                    | Costanzo Cloro            | Pronunciato da un insegnante di retorica ad Autun, e diretto al governatore della provincia della Gallia Lugdunensis, verso il 297/298 ad Autun o a Lugdunum. L'autore ringrazia per la riapertura delle scuole nella sua città, dopo le devastazioni recate dai barbari negli anni precedenti. | 297/8 | 05                 |
| 10            | Anonimo (pseudo-Mamertino) | Massimiano                | Recitato nel 289 a Treviri in onore di Massimiano, nel giorno della fondazione di Roma. Secondo alcuni manoscritti apparterrebbe ad un certo Claudio Mamertino, autore anche del panegirico numero 03, del 291. | 289   | 02                 |
| 11            | Anonimo (pseudo-Mamertino) | Massimiano                | Risalente forse al 291, pronunciato a Treviri in onore di Massimiano per il compleanno dell'imperatore. Anche questo scritto sarebbe da attribuire ad un certo Claudio Mamertino, forse il magister memoriae (segretario privato) di Massimiano, benché vi siano comunque forti dubbi sull'autore data la confusa indicazione nella tradizione manoscritta.                                         | 291   | 03                 |
| 12            | Anonimo                    | Costantino I              | Pronunciato a Treviri nel 313, celebra la vittoriosa campagna di Costantino in Italia contro Massenzio, fino al trionfo nella battaglia di Ponte Milvio dell'ottobre del 312. L'autore di questo panegirico fa largo uso di citazioni da Cicerone, Cesare, Virgilio ed altri autori latini aurei.                                                                                                   | 313   | 09                 |

## Costituzione della raccolta e tradizione

### Costituzione
Secondo Wilhelm Baehens, alle origini della raccolta vi sarebbe una collezione dei cinque panegirici pronunciati tra Autun e Treviri ed elencati ai nn. 05-09 nella tabella sopra. Successivamente sarebbero stati aggiunti i discorsi numero 10 e 11, anch'essi legati a Treviri, e, dopo qualche tempo, anche i discorsi 2, 3 e 4; non è invece chiaro quando l'ultimo discorso, pure pronunciato a Treviri, si sia aggiunto. I discorsi dal 2 al 4 si distinguono dal resto della raccolta perché, con l'eccezione del Panegirico di Traiano e del discorso di Eumenio (n. 9), sono gli unici di cui si conosca il nome; inoltre essi furono composti e pronunciati fuori dalle Gallie, a Roma (nn. 2 e 3) o Costantinopoli (n. 4). È possibile, infine, che il Panegirico di Traiano sia stato aggiunto all'inizio della raccolta non solo perché è il più antico (e stilisticamente il migliore), ma anche perché fu, verosimilmente, il modello letterario dei panegirici successivi.
Non si conosce il compilatore della raccolta (motivo per la quale la bibliografia critica vi si riferisce generalmente come ai "dodici panegirici"), ma si è proposto di identificarlo nel Latino Pacato Drepanio autore del panegirico n. 2, il più recente, sia perché il discorso di Pacato è il secondo nella raccolta (immediatamente dopo Plinio), sia perché il discorso stesso è profondamente indebitato nei confronti di tutti gli altri. Egli attinge a piene mani (anche con citazioni letterali) da tutti i discorsi della raccolta, e specialmente dal n. 12, del 313.

#### Scopo
La raccolta è tematicamente e cronologicamente incoerente e copre un arco temporale di quasi 300 anni, da Traiano a Teodosio il Grande; per questo motivo, la conclusione di Nixon e Saylor Rodgers, nella loro monografia sui Panegyrici Latini, è che si tratta di una raccolta ad uso scolastico, escludendone qualsiasi altro intento tra cui quello politico/propagandistico. Tuttavia, Roger Rees ha osservato che la prevalenza di opere originari delle Gallie e il fatto che l'ultimo di essi è rivolto a Teodosio in occasione della sua vittoria contro l'usurpatore Massimo, potrebbero suggerire che Pacato (se si accetta, come fa Rees, l'ipotesi che questi fu il compilatore) potrebbe aver messo assieme la raccolta in onore proprio di Teodosio, per dimostrare la continua fedeltà delle Gallie all'imperatore legittimo.

### Tradizione manoscritta
I Panegyrici Latini costituiscono la stragrande maggioranza della retorica latina di epoca imperiale sopravvissuta fino ad oggi. La tradizione manoscritta della raccolta risale a un manoscritto scoperto da Giovanni Aurispa in un monastero di Magonza nel 1433. Questo manoscritto (codex Maguntinus, M) fu copiato più volte negli anni successivi, e in seguito andò perduto. Da M, Aurispa stesso trasse una copia dalla quale vennero tratti altri due manoscritti, X1 e X2, perduti anch'essi, ma dai quali derivano complessivamente ventisette codici. L'analisi di questi testimoni suggerisce che la copia di Aurispa, che sta a monte di tutte, fu realizzata in fretta e viziata da numerosi errori.
Da M derivano altri tre codici:
- H, codice Londra, British Library, Harley 2480; codice del quindicesimo secolo, realizzato in Germania, contenente correzioni di una mano praticamente coeva, h.
- N, codice di Cluj in Romania (codex Napocensis); anch'esso realizzato nel quindicesimo secolo (tra il 1455 e il 1460) in Germania, da Johannes Hergot.
- A, codice della biblioteca dell'Università di Uppsala.

Una minuziosa indagine del filologo Domenico Lassandro ha dimostrato che i codici H, N ed A sono uno derivato dall'altro, secondo la successione: H → N → A. Complessivamente, H è ritenuto tramandare il testo migliore.
Le moderne edizioni critiche dei Panegyrici Latini sono basate su H e includono varianti tratte dall'altro ramo di tradizione. Per esempio, può capitare che l'accordo di X1 e X2 preservi la lezione corretta contro H; inoltre, alcune congetture utili, opera di un anonimo erudito umanista, si trovano nel codice Città del Vaticano, Biblioteca Apostolica Vaticana, lat. 1775.

### Edizioni
- Panégyriques Latins, texte établi et traduit par Édouard Galletier, I–III, Paris, Les Belles Lettres, 1949, 1952, 1955.
- XII Panegyrici Latini, recognovit brevique adnotatione critica instruxit R. A. B. Mynors, Oxonii, e typographeo Clarendoniano, 1964.
- XII Panegyrici Latini, Vergilius Paladini et Paulus Fedeli recensuerunt, Romae, Typis Officinae Polygraphicae, 1976.
- Maria Stella de Trizio (A cura di), Panegirico di Mamertino per Massimiano e Diocleziano, Edipuglia 2009.
- Panegirici Latini, a cura di Domenico Lassandro e Giuseppe Micunco, Torino 2000, U.T.E.T.

### Letteratura critica
- Wilhelm Baehrens, Zur quaestio Eumeniana, in Rheinisches museum fur philologie, vol. 67, 1912,  pp. 312-316.
- C. E. V. Nixon e B. Saylor Rodgers, In Praise of Later Roman Emperors: The Panegyrici Latini, Berkeley, University of California Press, 1994.
- Roger Rees, Layers of Loyalty in Latin Panegyric: AD 289–307, New York, Oxford University Press, 2002.